# Prácheňsko (mikroregion)
Prácheňsko, z.s.p.o. je zájmové sdružení právnických osob v okresu Klatovy a okresu Plzeň-jih, jeho sídlem je Horažďovice a jeho cílem je společná propagace regionu, podporování rozvoje místního průmyslu a řemesel a vytváření podmínek pro poskytování sociálních služeb, využití potenciálu cestovního ruchu v této oblasti a tím zajištění trvale udržitelného rozvoje, společná péče o venkovské památky. Sdružuje celkem 37 obcí a byl založen v roce 2001.

## Obce sdružené v mikroregionu
- Horažďovice
- Velký Bor
- Svéradice
- Oselce
- Chanovice
- Slatina
- Velké Hydčice
- Hejná
- Hradiště
- Kejnice
- Nezdřev
- Žichovice
- Kasejovice
- Břežany
- Hradešice
- Kovčín
- Kvášňovice
- Malý Bor
- Maňovice
- Myslív
- Olšany
- Pačejov
- Nalžovské Hory
- Budětice
- Bukovník
- Čímice
- Dobršín
- Domoraz
- Dražovice
- Frymburk
- Nezamyslice
- Nezdice na Šumavě
- Podmokly
- Rabí
- Soběšice
- Strašín
- Žihobce